# 8068 Vishnureddy
A 8068 Vishnureddy (ideiglenes jelöléssel (8068) 1981 EQ28) a Naprendszer kisbolygóövében található aszteroida. Schelte J. Bus fedezte fel 1981. március 6-án.